# Gondar

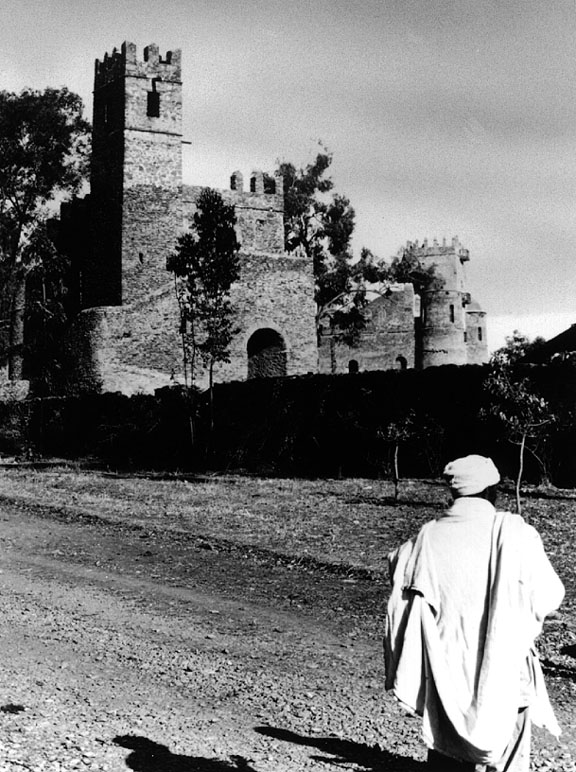
Castillo del Emperador Juan I (1667 - 1682).

Gondar o Gonder (Ge'ez: ጎንደር Gōnder, antiguo ጐንደር Gʷandar, pronunciación moderna Gondar) era la antigua capital imperial de Etiopía y de la provincia histórica de Begemder. Por esta razón la antigua provincia de Begemder es llamada frecuentemente Gondar. Se encuentra situada en la zona de Semien Gondar de la región de Amhara, Gondar está al norte del lago Tana en el río Angereb y al sudoeste de las montañas Simen. Se encuentra a 2.133 metros sobre el nivel del mar. Las coordenadas geográficas son: 12°36′N 37°28′E / 12.600, 37.467. La población es de 194.773 habitantes (2005).

## Población
Según los datos del Centro de Estadística de Etiopía del año 2005, el distrito o woreda de Gondar tiene una población de 194.773 habitantes, de los cuales 97.625 son hombres y 97.148 mujeres. Tiene una superficie de 40,27 kilómetros cuadrados. El censo de 1994 indicaba que la población era en aquel año de 112.249 habitantes.

## Historia
Hasta el siglo XVI, los Emperadores de Etiopía no vivían en una ciudad o capital administrativa. El emperador y su corte vivían en tiendas en campamentos reales temporales y se movían por todo el reino con la familia real, guardia real, cortesanos y servicio, dependiendo para su abastecimiento del grano de las poblaciones colindantes y de la leña de los bosques. La única excepción fue el reinado del Emperador Zara Yaqob que fundaría la ciudad de Debre Berhan en el año 1456, al ver una luz misteriosa en el cielo.
El Emperador Minas en el año 1559, es el primero de los reyes de Etiopía que empieza a pasar la estación de las lluvias cerca del Lago Tana, volviendo una y otra vez cada temporada al mismo lugar, que acabó transformándose en una ciudad floreciente. Los campamentos temporales también se desarrollaron, convirtiéndose en poco tiempo en ciudades como Emfraz, Ayba, Gorgora, y Dankaz.
Gondar fundada por el emperador Alam Sagad o Fasilidas en el año 1635, se desarrollaría como una  ciudad mercado y agrícola. Había una superstición que afirmaba  en aquella época que el nombre de la capital tenía que empezar con la sílaba 'Gʷa' (que en pronunciación moderna es 'Gʷe'; Gonder originalmente se llamaba Gʷandar), esto también contribuyó al desarrollo de Gorgora (fundada como Gʷargʷara), en los siglos posteriores al 1600. La tradición también afirma que un búfalo llevó al Emperador Fasilidas hasta un estanque cerca del que vivía un "anciano y venerable eremita" quien le dijo al Emperador que debía construir su capital en ese lugar. Fasilidas hizo que se rellenara el estanque y sobre él construyó su castillo. El emperador también construyó un total de siete iglesias; las dos primeras, Fit Mikael y Fit Abbo, fueron construidas para agradecer el final de epidemias locales.  Los siguientes cinco emperadores también construyeron sus palacios en la ciudad. 
En el año  1668, como resultado de un consejo eclesiástico, el Emperador Yohannes I ordenó que los habitantes de Gondar fueran separados en dos barrios según su religión. Esto provocó que los musulmanes se establecieran en su propio barrio, Islamge (Ge'ez: እስላምጌ "Sitio del Islam," o "País del Islam ") o Islam Bet (እስላም ቤት "Casa del Islam,"), en los dos años siguientes.
Durante el siglo diecisiete, la población de la ciudad se estimaba en más de 60,000 habitantes y fue la segunda ciudad más grande del mundo por población. En el año 1678, el obispo Hovannes de  Armenia que visitaba la ciudad  dijo de ésta que "era dos veces más grande que Estambul ". Muchos de los edificios de este período aún existen, pese a que el siglo dieciocho fue una época de luchas y desórdenes civiles y la ciudad inició su decadencia.
La ciudad fue la capital de Etiopía hasta que el Emperador Teodoro II trasladó la capital imperial a Magadala (después de despoblar la ciudad por la fuerza y de destruir  una gran parte de sus infraestructuras), tras de ser coronado Emperador en 1855. Abdallahi ibn Muhammad saqueó  Gondar cuando invadió Etiopía en 1887. Gondar se desarrolló bajo la ocupación italiana; durante la Segunda Guerra Mundial, Las fuerzas Italianas se replegaron y defendieron en Gondar en noviembre de 1941 después de la caída de Adís Abeba en poder de las fuerzas del británicas.
Gondar fue capturada en marzo de 1991 por las fuerzas del Frente Democrático Revolucionario del Pueblo Etíope en la Operación Tewodros al final de la Guerra Civil de Etiopía.

## Patrimonio de la Humanidad

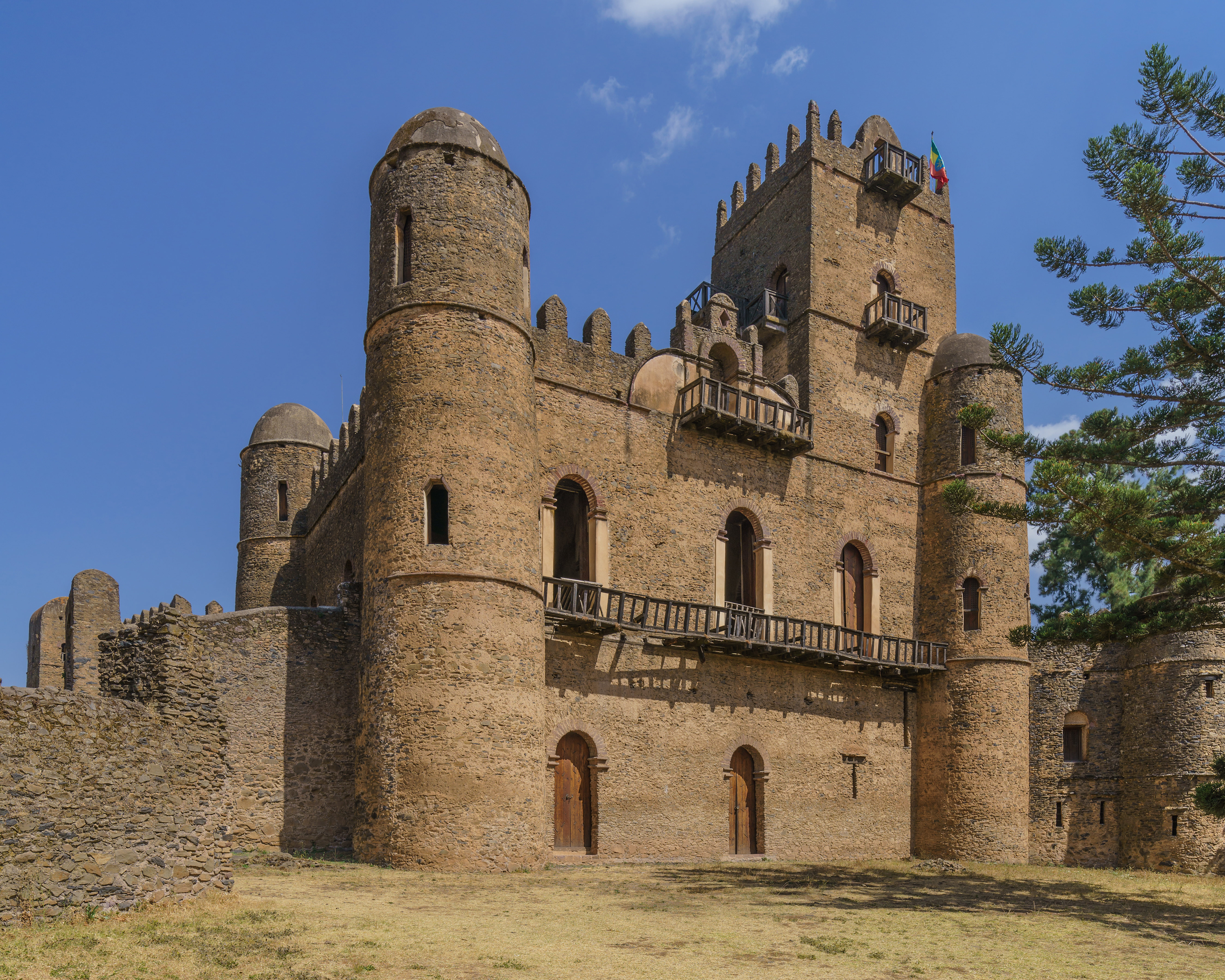
Castillo de Fasilides.

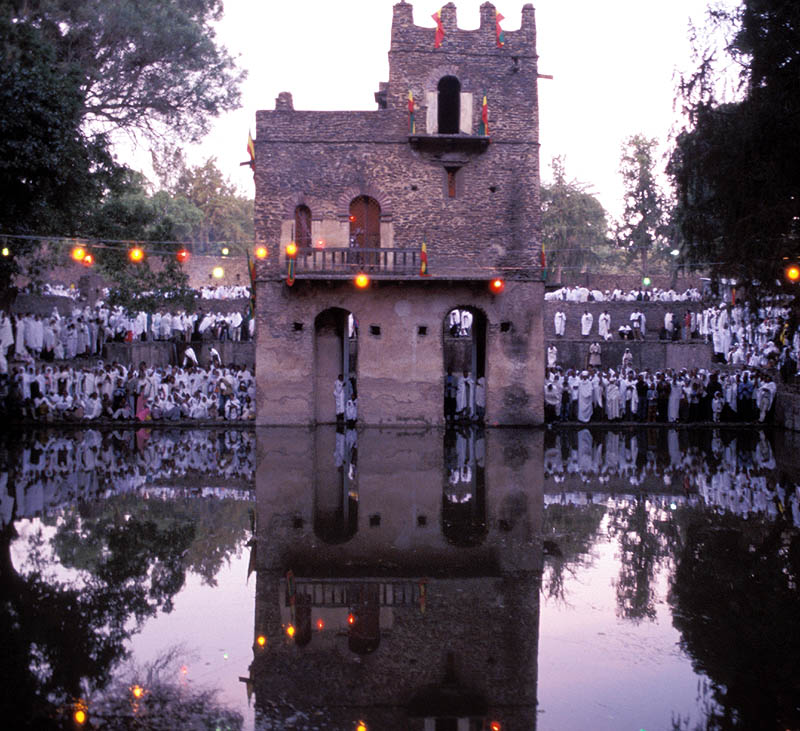
Gentío reunido en los baños de Fasilides de Gondar para celebrar el Timkat - la Epifanía de la Iglesia Ortodoxa Tewahedo de Etiopía.

En 1979, la ciudadela de Fasil Ghebi, recinto real amurallado del siglo XVII desde el que los emperadores de Etiopía reinaron sobre todo el imperio, fue declarada Patrimonio de la Humanidad por la Unesco junto con otros monumentos de la ciudad y sus alrededores. Fasil Ghebi es un ejemplo único de un estilo particular de arquitectura, llamado estilo de Gondar, en el que, sobre una base local árabe se han integrado las influencias del estilo barroco europeo, introducido por los misioneros portugueses, y las técnicas arquitectónicas indias de la cocción de la cal, aportadas por los maestros constructores llegados de Goa.
El recinto real de Fasil Ghebi está rodeado por una muralla de novecientos metros de longitud con doce puertas y dos puentes. En su interior se agrupan varios edificios históricos:
- el castillo de Fasilides, edificio de base rectangular flanqueado en las esquinas por cuatro torreones redondos rematados por cupulillas, que constituye la obra cumbre del estilo de Gondar
- el castillo del emperador Iyasu I, el edificio más alto de Gondar, construido entre 1682 y 1706
- la cancillería y la biblioteca de Yohannes I, dos pabellones anexos al castillo de Fasilides
- el salón de banquetes
- la tumba del caballo del rey Fasilides
- tres iglesias, entre las que destaca la capilla de San Antonio, con bellas pinturas murales
- cuadras

Además de Fasil Ghebi, también se han incluido en el Patrimonio de la Humanidad:
- la abadía de Debre Berhan Selassie, con su iglesia circular decorada con pinturas, a 1200 m al nordeste de Fasil Ghebi
- los baños de Fasilides, un palacio de varios pisos en un estanque dentro de un extenso terreno de recreo, donde anualmente se celebra la ceremonia de bendición del baño, a 1500 m al noroeste
- la iglesia de Kuddus Yohannes, a 1500 m al oeste
- el complejo de Qusquam, construido por la Emperatriz Mentuab en el siglo XVIII, a 3000 m al noroeste, que incluye una iglesia redonda y el palacio de Mentuab, construido entre 1730 y 1755, que recuerda al Renacimiento europeo
- el monasterio de Mariam Ghemb, llamado Socinios
- el palacio de Guzara

A pesar del terremoto de 1704, de la guerra civil del siglo XIX, de la decadencia de la ciudad al perder la capitalidad del imperio, y de algunas desafortunadas reconstrucciones realizadas por los italianos durante la Segunda Guerra Mundial, el estado de conservación de los edificios es bastante bueno.

## Otros puntos de interés

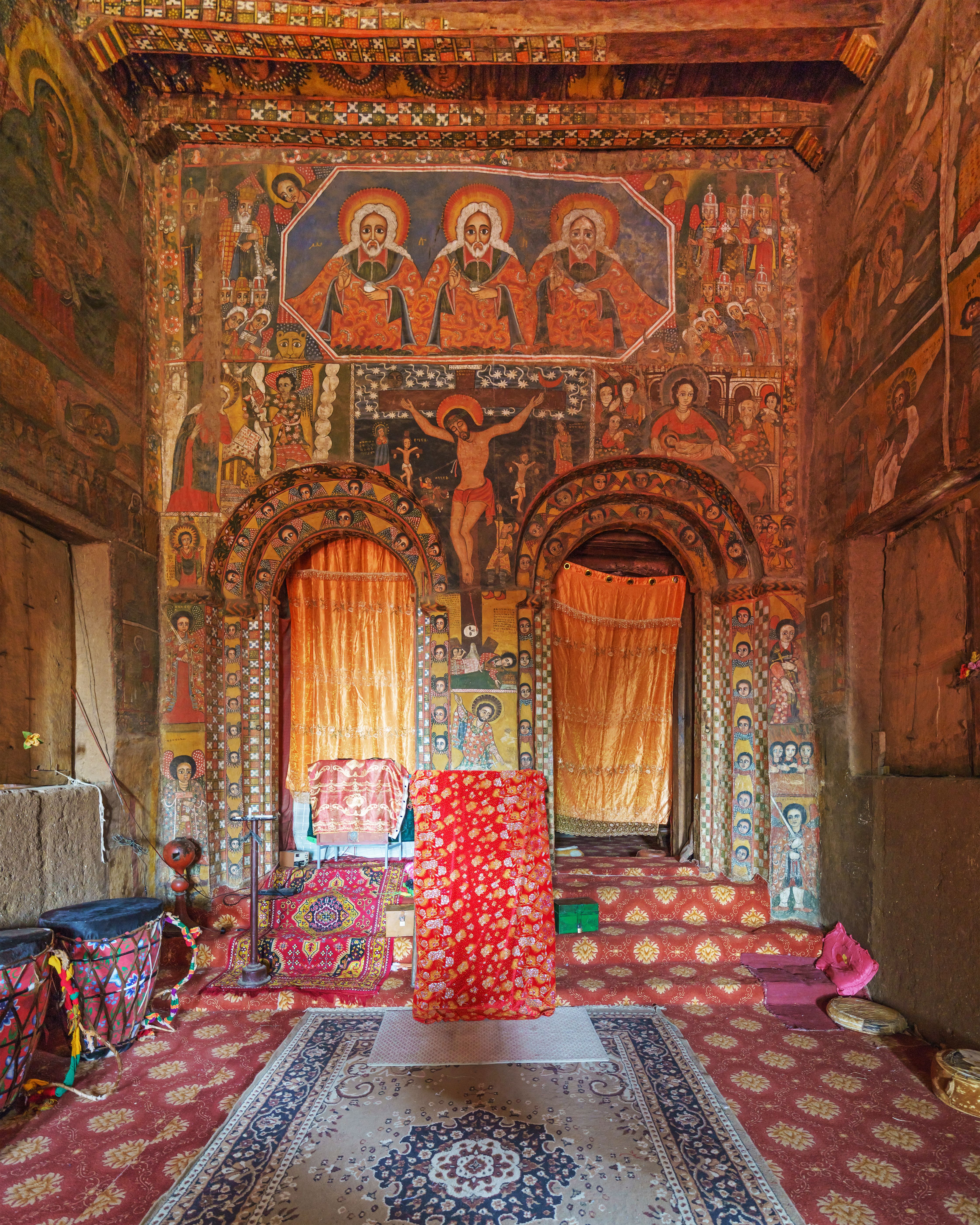
Pinturas en la iglesia de Debre Berhan Selassie.

La moderna ciudad de Gondar es una atracción turística popular por sus muchas ruinas pintorescas dentro del Recinto Real de Fasil Ghebi; Gondar también es conocida como centro de enseñanza eclesiástica de la Iglesia Ortodoxa Tewahedo de Etiopía.
También cabe destacar el Palacio de Ras Mikael Sehul.
La parte baja de la ciudad de Gondar muestra en su arquitectura la influencia de la ocupación italiana de finales de los años 30. La plaza principal en la que hay tiendas, un cine y otras edificaciones públicas de un estilo simple italiano moderno es claramente distintiva pese a construcciones posteriores y el abandono en el que ha caído. La villas y los edificios de apartamentos en un barrio adyacente, que en su día dieron cobijo a los oficiales italianos de la ocupación también son un punto de interés.
La ciudad tiene el Aeropuerto de Azezo (OACI code HAGN, IATA GDQ), y la Universidad de Gondar en la que se encuentra la principal facultad de medicina de Etiopía.